# Kurt Henkels

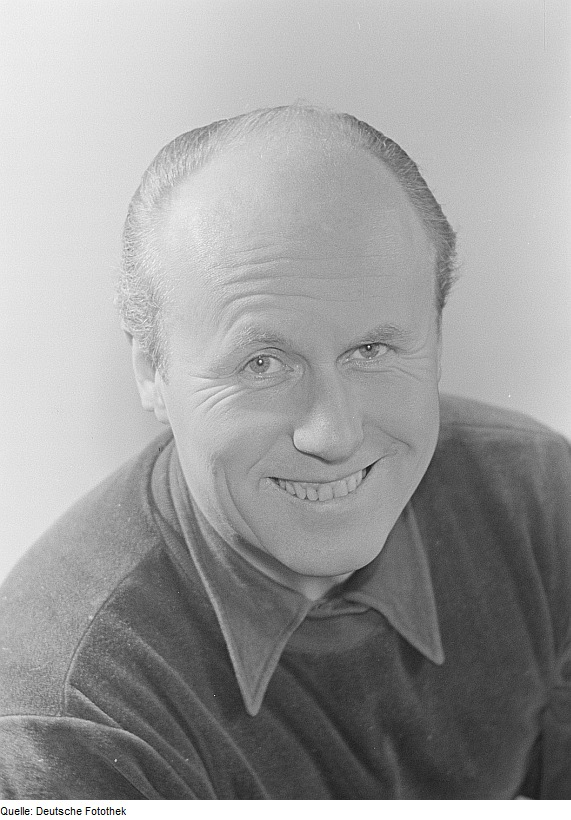
Kurt Henkels, 1952

Kurt Henkels (* 17. Oktober 1910 in Solingen; † 14. Juli 1986 in Hamburg) war ein deutscher Musiker und Bandleader, der seine größten Erfolge mit dem Rundfunk-Tanzorchester Leipzig mit Swing-Titeln hatte. Er flüchtete 1959 aus der DDR.

## Leben und Wirken
Henkels, geboren als Sohn eines Werkmeisters, hatte seit seinem achten Lebensjahr Violinunterricht. Nach der Schulzeit erlernte er auf Wunsch seiner Eltern zunächst einen bürgerlichen Beruf im graphischen Gewerbe. Dann studierte er Violine in Solingen, Wuppertal und Köln.
Mit 32 Jahren war Kurt Henkels, der zuvor schon mit eigener Band aufgetreten war, Berufsmusiker. Er spielte inzwischen auch Klarinette und Saxophon und gastierte mit  seinem Orchester nun überall in Deutschland. 1941 wurde Kurt Henkels zum Wehrdienst einberufen, den er bis 1944 als Klarinettist bei einem Musikkorps in Danzig verbrachte.
Nach Kriegsende und seiner Entlassung aus der Wehrmacht stellte er ein Orchester aus jungen Musikern in Leipzig zusammen, das mit großem Erfolg im dortigen „Capitol“ und im „Hotel Elstertal“ gastierte. Die Rundfunkverantwortlichen in Leipzig wurden auf die Band aufmerksam und 1947 erhielt Henkels von der damals sowjetischen Intendanz des Senders Leipzig den Auftrag zur Zusammenstellung einer Big Band. Aus dem „Leipziger Tanzorchester Kurt Henkels“ wurde am 1. September 1947 das Tanzorchester des Senders Leipzig, Leitung Kurt Henkels.
Zu den Gründungsmitgliedern des Tanzorchesters des Leipziger Senders gehörten namhafte Musiker wie Rolf Kühn (Klarinette, Saxophon), Walter Eichenberg (Trompete), Günter Oppenheimer (Piano) und Fips Fleischer (Schlagzeug). Die Leipziger Big Band wurde schnell zu einer der bekanntesten und beliebtesten im Osten Deutschlands, war aber auch im Westen des geteilten Landes populär und machte in Fachkreisen auch international von sich reden. Schon 1951 gab es den ersten großen internationalen Erfolg. Mit ihrer Progressive-Jazz-Aufnahme von Ray Nobles Cherokee belegte Henkels mit seinem Leipziger Orchester beim französischen Disc-Wettbewerb den dritten Platz hinter Ellington und Basie.
Während der nächsten Jahre machte Henkels mit seinem Orchester nicht nur in Leipzig Aufnahmen für den Rundfunk, sondern spielte auch zahlreiche Schallplatten für das AMIGA-Label ein. Zu den von ihm begleiteten Gesangssolisten gehörten Irma Baltuttis, Ilja Glusgal, Rita Paul, Bully Buhlan, das Cornel Trio, Fred Frohberg, Udo Jürgens, Paul Kuhn, Fred Weyrich, Horst Winter, Fred Bertelmann, Conny Froboess und Evelyn Künnecke. Einige der Starsolisten der Band wie der Trompeter Horst Fischer, der Klarinettist Rolf Kühn und der Saxophonist Werner Baumgart allerdings verließen schon 1949 bzw. Anfang der 1950er Jahre das Leipziger Orchester und gingen nach Westberlin oder in die Bundesrepublik.

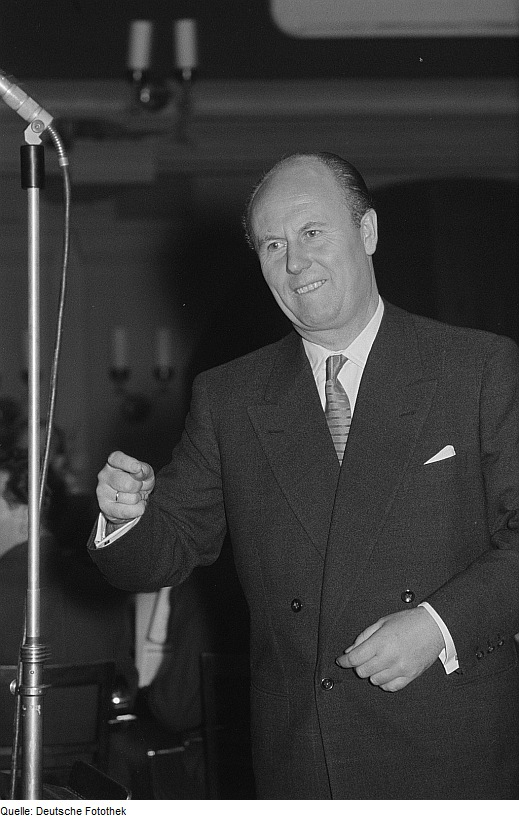
Kurt Henkels (1954)

Das Orchester gab in den 1950er Jahren Gastspiele in Moskau, Budapest, Prag und anderen Städten. Soweit dabei Jazz gespielt wurde, bewegte sich Henkels nun in einem stilistisch engeren Rahmen, wie er von Orchestern wie Glenn Miller, Tommy Dorsey, Les Brown und Ray Anthony markiert wurde. Nach einem Konzert in Prag im Mai 1959, bei dem die Band enthusiastisch gefeiert worden war, wurden Henkels von staatlicher Stelle mitgeteilt, ihm würden weitere Auslandsauftritte untersagt. Zu diesem Zeitpunkt war verfügt worden, dass das Repertoire seines Orchesters einen Anteil ausländischer Kompositionen von nicht mehr als 40 % enthalten dürfe. Repertoirelisten mussten zur Genehmigung vorgelegt werden. Folgen der seit 1955 von Moskau ausgehenden kulturpolitischen Wende.
Wegen eines Auslandsverbots und zunehmender Politisierung flüchtete Henkels im Juli 1959 aus der DDR zunächst nach München und ging dann nach Hamburg. Die letzte Platte des Amiga-Labels, auf dem sein Name genannt wurde, war „Ferdinand“. Seine zwei letzten Einspielungen lt. Aufnahmeliste sind „Garofitza“ und „Swing-Express“; auf ihnen sucht man seinen Namen vergebens. Nachdem Kurt Henkels im Westen war, wurde sein Name gestrichen. Die Leitung des Rundfunk-Tanzorchesters Leipzig übernahm jetzt dessen bisheriger Trompeter und Arrangeur Walter Eichenberg. Von den hunderten Aufnahmen des RTO Leipzig vor 1960 erscheinen einige auf späteren Oldie-Zusammenstellungen des VEB Deutsche Schallplatten Berlin, aber stets ohne Angabe des Orchesterleiters.
Bald nach seiner Flucht nahm Kurt Henkels mit einem Studio-Orchester für das Ariola-Label die LP Von Acht bis um Acht mit Tanzmusik- und Swing Titeln auf. Als Solisten wirkten hierbei Horst Fischer, Albert Mangelsdorff, Rolf Kühn, Roy Etzel, Macky Kasper und Peter Kreuder mit.
In Hamburg leitete Henkels ab 1961 das NDR Studioorchester beim dortigen Fernsehen NDR, wobei er dem kommerziellen Zwang des Fernsehens Rechnung tragen musste. 1963 gab er dessen Leitung an Rolf Kühn ab und gründete ein eigenes Orchester beim ZDF. Dort wirkte er mit seiner Band als Begleitorchester mehrerer bundesweit ausgestrahlter Fernsehshows. 1966 zog Henkels sich von der Bühne zurück. Seitdem Henkels 1959 die DDR verlassen hatte, war sein Name von den DDR-Machthabern totgeschwiegen worden. Jetzt, nachdem Henkels in der Bundesrepublik kein künstlerischer Erfolg mehr beschieden war, holte die SED zur endgültigen Abrechnung mit dem missliebigen DDR-Flüchtling aus. Das Zentralorgan der Partei widmete dem "Verräter" einen längeren mit Böswilligkeiten gespickten Beitrag. Henkels war seinerzeit als Handelsvertreter u. a. als Reisender eines amerikanischen Fernunterrichtsunternehmens tätig, für das er in Hausbesuchen um Mitglieder warb. Später arbeitete er noch einige Jahre als Mitarbeiter des Chappell-Verlages in Hamburg, in dessen Auftrag er Kontakt mit den deutschen Sendern hielt.
Kurt Henkels war verheiratet mit Magdalena Henkels geb. Koch. Aus der Ehe entstammen ein Sohn und eine Tochter.